# NGC 6962
NGC 6962 (другие обозначения — PGC 65375, UGC 11628, MCG 0-53-3, ZWG 374.15, KCPG 548A, IRAS20447+0008) — галактика в созвездии Водолей.
Этот объект входит в число перечисленных в оригинальной редакции «Нового общего каталога».
В галактике вспыхнула сверхновая SN 2003dt типа Ia, её пиковая видимая звездная величина составила 17,5.
В галактике вспыхнула сверхновая SN 2002ha типа Ia, её пиковая видимая звездная величина составила 17,3.